# سيمون رن
سيمون رن (بالإنجليزية: Simon Yam)‏ (و. 1955 – م) هو ممثل، ومخرج سينمائي، وممثل أفلام، من جمهورية الصين الشعبية، ولد في هونغ كونغ.

## وصلات خارجية
- سيمون رن على موقع IMDb (الإنجليزية)
- سيمون رن على موقع ألو سيني (الفرنسية)
- سيمون رن على موقع ميوزك برينز (الإنجليزية)
- سيمون رن على موقع أول موفي (الإنجليزية)
- سيمون رن على موقع قاعدة بيانات الأفلام السويدية (السويدية)
- سيمون رن على موقع قاعدة بيانات الفيلم (الإنجليزية)
- سيمون رن على موقع كينوبويسك (الروسية)